# Rezoluce Rady bezpečnosti OSN č. 1701
Rezoluce Rady bezpečnosti OSN č. 1701 je rezoluce, jež měla vyřešit válku v Libanonu, která propukla 12. července 2006. Rezoluce vyzývá k úplnému zastavení nepřátelských akcí mezi Izraelem a Hizballáhem, ke stažení Hizballáhu a dalších sil z Libanonu na jih od řeky Lítání, k odzbrojení Hizballáhu a dalších ozbrojených skupin a ke stažení izraelských sil z Libanonu. Mezi izraelsko-libanonskou hranicí a řekou Lítání, která teče asi 29 km severně od hranice, nemají být rozmístěny jiné ozbrojené síly, než jednotky UNIFIL a libanonská armáda. Rezoluce zdůrazňuje potřebu, aby v Libanonu byla plně uplatňována vládní kontrola a současně vyzývá k bezpodmínečnému propuštění unesených izraelských vojáků.
Rezoluce byla jednomyslně schválena Radou bezpečnosti OSN 11. srpna 2006. Libanonská vláda rezoluci jednomyslně schválila 12. srpna 2006. Téhož dne vůdce Hizballáhu Hasan Nasralláh prohlásil, že jeho milice budou respektovat výzvu k příměří. Řekl také, že jakmile se zastaví izraelská ofenzíva, zastaví se raketové útoky Hizballáhu na Izrael. Dne 13. srpna hlasoval izraelský kabinet 24:0 pro rezoluci (při jedné abstenci). Příměří začalo platit v pondělí 14. srpna 2006 v 8 hodin ráno místního času, předcházely mu intenzivní útoky obou stran.
Do roku 2024 nebylo usnesení plně implementováno. Hizballáh a další ozbrojené skupiny v jižním Libanonu se vůbec nestáhly; zejména Hizballáh od té doby výrazně zvýšil své bojové schopnosti a nashromáždil cca 120 000–200 000 kusů munice (řízené balistické střely krátkého doletu, neřízené balistické střely krátkého a středního doletu a neřízené rakety krátkého a dlouhého doletu). Zvýšil přítomnost svých ozbrojených sil jižně od řeky Lítání, kde vybudoval tunely, skrýše zbraní, přistávací dráhy a vojenská zařízení. Libanon také obvinil Izrael, že se plně nestáhl z libanonských území (severní část vesnice Ghadžar, farmy Šibáa a výšiny u vsi Kfar Šuba) a že narušil jeho vzdušné a námořní hranice.

## Pozdější vývoj
Po útoku Hamásu na Izrael ze 7. října 2023, začal Hizballáh, Hamás a další militantní skupiny v jižním Libanonu pravidelně odpalovat rakety na izraelská města a ostřelovat pozice IDF na izraelsko-libanonské hranici. Izraelský ministr zahraničí Eli Kohen 21. listopadu 2023 varoval Radu bezpečnosti prohlášením, že válka v regionu je na spadnutí, nebude-li rezoluce 1701 beze zbytku implementována. Libanonský ministr zahraničí Abdalláh Bou Habib 8. ledna 2024 vyzval k mírovému řešení konfliktu prostřednictvím „úplné implementace“ rezoluce.